# Найдоский, Тони
Тони Найдоский (род. 4 мая 1970) — македонский шахматист, гроссмейстер (1998).

## Карьера
Тони принимал активное участие в турнирах по шахматам в 1990-х годах; в Москве (1990), Баку (1991), Будапеште (1991). Но достигнуть хороших результатов не смог. В списке ФИДЕ Найдоский появился лишь 1996 году, но с очень высоким балом в 2410 очков. Следующие 166 баллов он набрал через 2 года и стал гроссмейстером. Затем состоялось падение рейтинга(2492), а в 6 следующих месяцах подъём до 2601. Карьеру завершил в 2002 году в Москве заняв 3 место.

## Изменения рейтинга
| Графики недоступны из-за технических проблем. См. информацию на Фабрикаторе и на mediawiki.org. |